# Ambiente (termodinamica)
In termodinamica l'ambiente esterno (o più semplicemente l'ambiente) rappresenta la parte di universo che esula dall'oggetto di studio (detto "sistema").
L'ambiente è separato dal sistema tramite una superficie, reale o immaginaria, definita contorno del sistema e attraverso la quale possono avvenire scambi di calore, lavoro, materia o quantità di moto.
A seconda del tipo di interazione tra ambiente e sistema, si possono avere i seguenti casi:
- per un sistema chiuso l'ambiente è in grado di interagire con il sistema scambiando energia, ma non materia;[1]
- un sistema isolato non scambia né energia né materia con l'ambiente;[1]
- con un sistema aperto potranno avvenire invece sia scambi di materia che di energia con l'ambiente.[1]

Considerando l'insieme sistema sommato all'ambiente si giunge a un sistema isolato; tale sistema rappresenta la totalità dell'universo termodinamico è non scambia né energia né materia.